# Irena Bajkowska
Irena Bajkowska (ur. 22 stycznia 1910 w Augustowie, zm. 7 października 1997) – polska tłumaczka literatury rosyjskiej; pilotka amatorka Aeroklubu Wileńskiego.

## Życiorys
Ukończyła studia filozoficzne na Wydziale Humanistycznym Uniwersytetu Stefana Batorego w Wilnie. W tym czasie była członkinią Aeroklubu Wileńskiego (1935). Uczestniczyła w II Zlocie Gwiaździstym Samolotów, zorganizowanym przez Aeroklub Łódzki na lotnisku „Lublinek” 11 sierpnia 1935, na który przyleciała na samolocie RWD-5 (nr rej. SP–AOB).
Po II wojnie światowej była redaktorem w Spółdzielni Wydawniczej „Czytelnik”, a w latach 70. XX w. sekretarką Jarosława Iwaszkiewicza w Stawisku.
Tłumaczyła przede wszystkim opowiadania, m.in. Antoniego Czechowa, Iwana Bunina, Daniiła Granina, Andrzeja Płatonowa oraz Konstantina Simonowa.